# Timana aemonia
Timana aemonia är en fjärilsart som beskrevs av Swinhoe 1904. Timana aemonia ingår i släktet Timana och familjen mätare. Inga underarter finns listade i Catalogue of Life.